# Iskar-Gletscher
Der Iskar-Gletscher (bulgarisch Ледник Искърски, in den Vereinigten Staaten Iskŭr Glacier) ist ein Gletscher im Osten der Livingston-Insel im Archipel der Südlichen Shetlandinseln. Er fließt in nördlicher Richtung in eine Nebenbucht der Moon Bay.
Die Namensgebung erfolgte durch die bulgarische Kommission für Antarktische Geographische Namen im Jahr 2002. Namensgeber ist der Iskar, der längste in Bulgarien entspringende Fluss.